# Ueli Lüthi
Ueli Lüthi (* 31. Oktober 1943) ist ein ehemaliger Schweizer Eishockeyspieler, der in den 1960er und 1970er Jahren beim EHC Kloten in der Nationalliga A aktiv war. Seit etwa 1985 betätigt er sich als Kunstmaler.

## Karriere
Lüthi war Mitglied des ersten Klotener Meisterteams von 1967. Er spielte insgesamt 12 Jahre für den EHC Kloten und brachte es dabei auf 301 Partien für den Club. Hinzu kamen insgesamt  103 Länderspiele für die Schweizer Eishockeynationalmannschaft. Unter anderem kam er bei den B-Weltmeisterschaften 1965, 1966 und 1971 zum Einsatz. Letztere wurde in der heimischen Schweiz ausgetragen; die Schweizer Auswahl schaffte durch den Turniersieg die Rückkehr in die A-Gruppe.
Zudem war Lüthi für die Olympischen Winterspiele 1972 in Sapporo nominiert, wurde aber im Turnierverlauf nicht eingesetzt. Dafür spielte er bei den folgenden Weltmeisterschaften 1972 (Abstieg in die B-Gruppe) und 1973 (Abstieg in die C-Gruppe).
An der Seite seines Bruders Peter Lüthi und seines Cousins Heinz wurde er in der Saison 1971/72 Torschützenkönig, insgesamt erzielte er in 26 Partien 25 Tore und 11 Assists.
Nach seinem Karriereende übernahm er die väterliche Schreinerei. In seiner Freizeit beschäftigte er sich mit Zeichnen und Malen und machte später aus dem Hobby seinen Beruf. Er zog mit seiner Frau 1995 nach Maloja und wohnt heute in Borgonovo im Bergell. Seine Werke wurden bisher in über 18 Ausstellungen gezeigt, unter anderem in den Reppischhallen in Dietikon.

## Erfolge und Auszeichnungen
- 1967 Schweizer Meister mit dem EHC Kloten
- 1972 Bester Torjäger der Nationalliga A